# Vörden (Marienmünster)
Vörden ist ein Ortsteil der Stadt Marienmünster im Kreis Höxter, Nordrhein-Westfalen. Vörden ist Sitz der Stadtverwaltung und mit 1302 Einwohnern der zweitgrößte Ortsteil der Stadt Marienmünster, die mit 4967 Einwohnern zu den kleinsten Kommunen in Nordrhein-Westfalen gehört.

## Geschichte

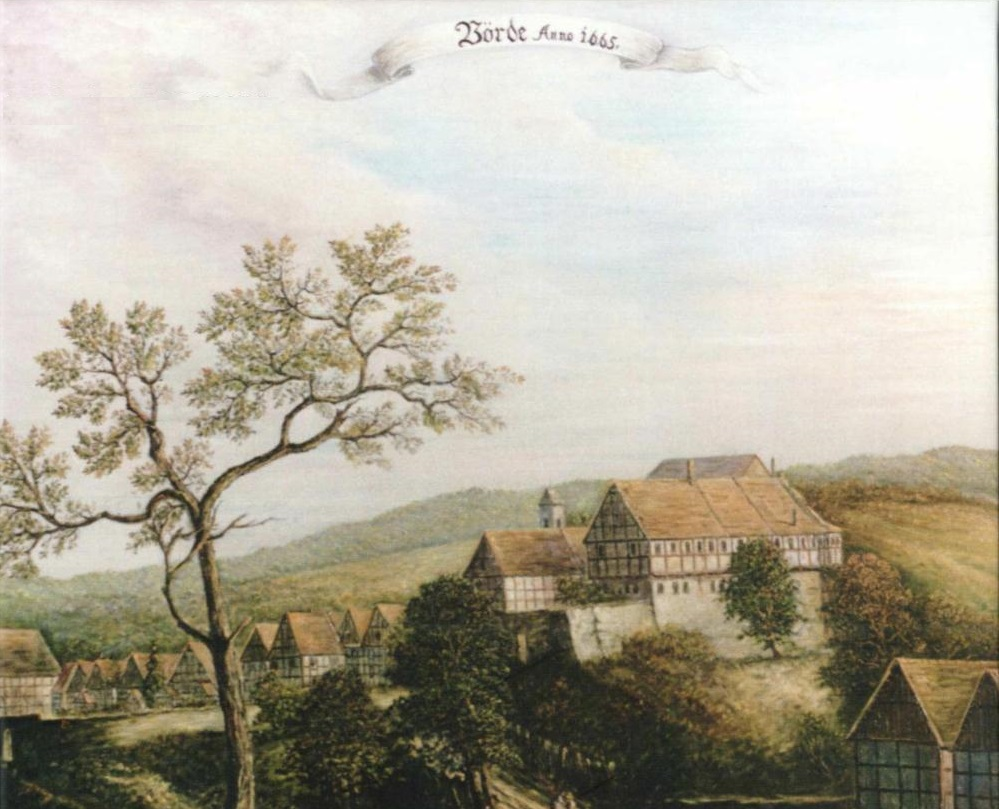
Stadtansicht Vördens 1665

### Mittelalter
Der Ortskern Vördens liegt auf dem Ende eines Hügelrückens im Tal der Brucht. Der Ursprung der Besiedlung war wohl ein Gutshof der Gaugrafenfamilie, die sich nach ihrer nahen Burg „von Schwalenberg“ (heute „Oldenburg“ = alte Burg) nannte. Graf Widukind von Schwalenberg und seine Gemahlin Lutrudis von Itter stifteten die 1128 geweihte, zwischen ihrer Burg und Vörden gelegene Benediktinerabtei Marienmünster. Vörden wurde 1124 in einer Gerichtsurkunde des Bistums Paderborn mit dem Zeugen Thiederic de Vordei (Dietrich von Vorde) erstmals erwähnt. Dieser war anscheinend ein naher Verwandter Widukinds. Die Ortschaft Vorde (später Vorden, Vörden genannt) kam wohl noch unter Widukind († 1137) als Geschenk an das Kloster.
In den unsicheren Zeiten zu Beginn des 14. Jahrhunderts hatte das Kloster Marienmünster unter häufigen Überfällen und Plünderungen zu leiden. Deshalb befahl der Paderborner Bischof Dietrich II. von Itter als Landesherr die Übersiedlung in die bischöfliche Stadt Steinheim. Abt und Konvent suchten demgegenüber ihren eigenen Ort Vörden zur Stadt auszubauen, wohl um das Kloster dann hier anzusiedeln. 1319 befahl der Bischof jedoch unter Androhung der Exkommunikation bei Nichtbefolgung die sofortige Einstellung der Bauarbeiten. Diese konnten aber unter dem 1321 ins Amt gelangten Fürstbischof Bernhard V. zur Lippe fortgeführt und 1324 vollendet werden. Vörden war nun mit Mauern und Gräben umgeben und hatte zwei Tore und eine Burganlage in der Nord-West-Ecke der Stadt. Hinzu kamen vor allem in den anderen Ecken der nahezu rechteckigen Stadtanlage Wohnstätten für Angehörige von Adelsfamilien zur Verteidigung von Burg und Stadt (Burgmannssitze). Die Bewohner bisheriger kleiner Siedlungen in der Feldmark siedelten sich innerhalb der schützenden Mauern der Stadt neu an, die eine Fläche von ca. 4 ha umschlossen. Das bot Platz für etwa 500 Einwohner.
Offenbar war schon mit der bischöflichen Erlaubnis zum Weiterbau der Stadtbefestigung die Vereinbarung verbunden, das fertige Castrum et oppidum (Burg und Stadt) Vörden mit dem an den Ort gebundenen Gaugericht an den Bischof zu übergeben, der dafür den besonderen Schutz des Klosters Marienmünster an seinem angestammten Platz versprach. Dieses erhielt zudem die neu gegründete Pfarrei Vörden mit 120 Morgen Land sowie eine abgabenfreie Stätte für das Pfarrhaus innerhalb sowie eine Wassermühle vor den Toren der Stadt. Außerdem gelangten die Pfarreien Altenbergen, Pömbsen und Nieheim mit entsprechender Ausstattung an das Kloster, das zudem die schon vorher verwalteten Pfarreien Steinheim und Sommersell behielt. 1342 erhielten die Bürger Vördens die Stadtrechte nach dem Muster der Stadt Nieheim. Ab 1339 verpfändeten die Bischöfe, wie es in dieser Zeit häufig geschah, die Burg Vörden mit den Einnahmen sowie den Zehnten aus der Stadt an verschiedene Geldgeber.

### Frühe Neuzeit
Im Jahre 1492 gelangte die Vördener Burg mit der Ausstattung an Land und Wald in den Pfandbesitz der Adelsfamilie von Haxthausen. 1582 ging sie in das Eigentum der Familie über, das bis heute andauert. Immer wieder wurden Burg und Stadt Vörden von Bränden heimgesucht. Solche sind für 1504, 1511, 1516, 1540 und 1639 überliefert. 1573 erhielt die Stadt die Erlaubnis, die von der Waffenentwicklung überholten Stadtgräben zu verfüllen. Die Gräben um die Burg blieben jedoch erhalten. Ab 1577 durfte die Stadt jährlich zwei öffentliche Märkte abhalten. 1578 erfolgte die erste schriftliche Erwähnung der Schützengesellschaft. Eine Verteidigungsorganisation ist aber bereits seit der Stadtgründung anzunehmen. 1581 bestätigte der Paderborner Bischof Heinrich IV. von Sachsen-Lauenburg die Stadtrechte Vördens.
1606 übergab Gottschalk von Haxthausen dem Kloster Marienmünster den in seinem Pfandbesitz stehenden Burgmannshof in der Nord-Ost-Ecke der Stadt, der dann die Bezeichnung Mönchehof annahm. Er erhielt dafür den bisherigen Platz des Pfarrhofes, der sich südlich an das damalige Burggelände anschloss. Durch den Erwerb weiterer Burgmannshöfe ergab sich schließlich die ungewöhnlich große innerstädtische Fläche im Eigentum der Familie von Haxthausen. So konnte Franz Caspar Philipp von Haxthausen zwischen 1730 und 1734 das jetzige Schloss südlich der alten Burganlage erbauen. Der zugehörige Park ist heute als Kurpark des Luftkurortes Vörden öffentlich zugänglich.
Im Dreißigjährigen Krieg besetzten die Truppen Christians von Braunschweig-Wolfenbüttel (der „Tolle Christian“) 1626 Vörden und hinterließen größere Zerstörungen. Im Siebenjährigen Krieg schlug Herzog Ferdinand von Braunschweig 1761 sein Hauptquartier im Kloster Marienmünster auf. Seine Truppen verwüsteten in der ganzen Umgebung die Felder und raubten die Häuser aus.

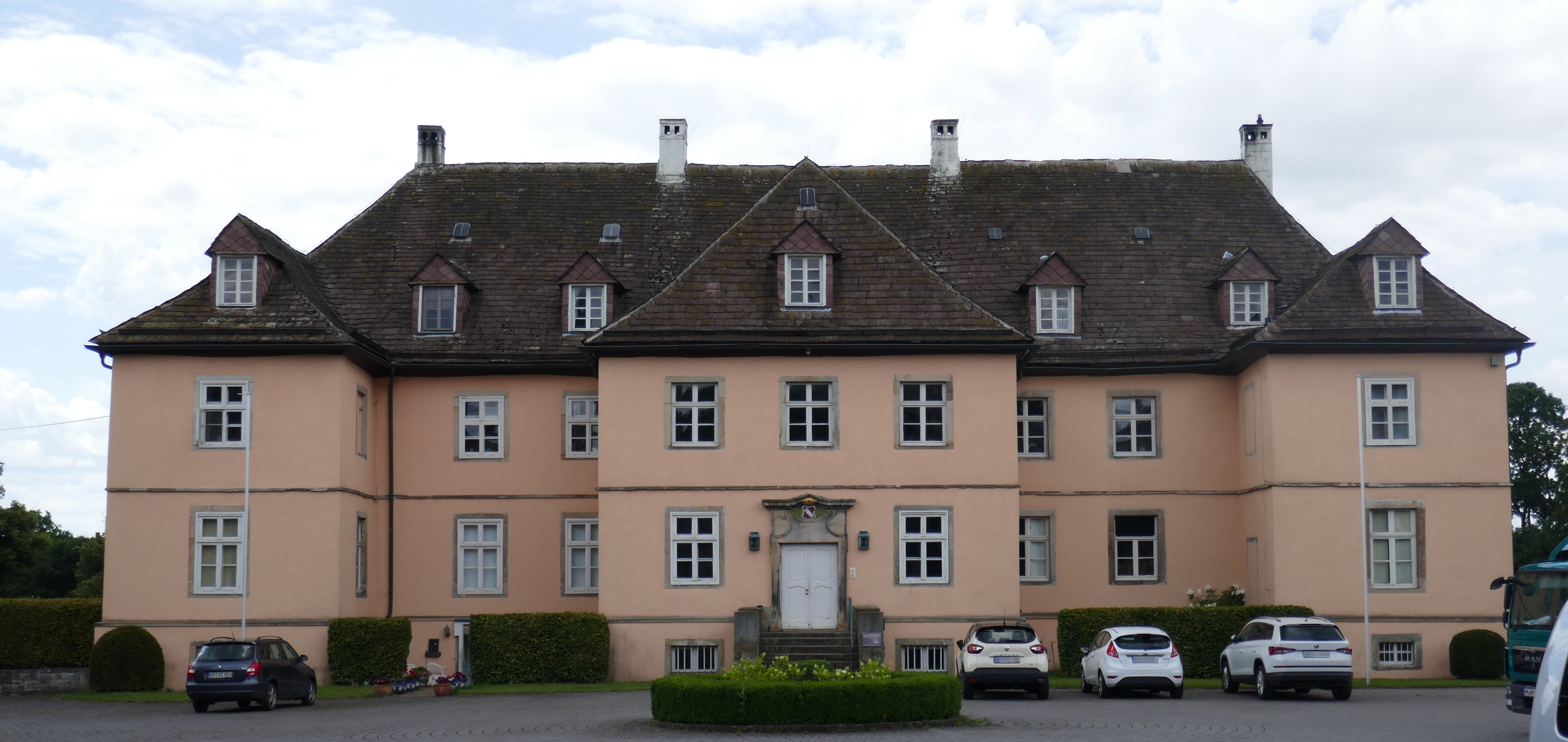
Schloss Vörden

### Neuere Geschichte
Vörden gehörte bis zu den Napoleonischen Kriegen zum Amt Steinheim im Hochstift Paderborn. 1802 gelangte die Stadt als Folge der Auflösung der geistlichen Herrschaftsgebiete (hier Hochstift Paderborn) unter preußische Verwaltung. Im Königreich Westphalen wurde die Stadt Vörden 1807 Sitz des Kantons Vörden im Departement der Fulda und fiel dann 1813 wieder an Preußen. 1816 kam Vörden zum neuen Kreis Höxter, in dem die Stadt Sitz des Amtes Vörden war.
Im Jahre 1832 wurde auf dem Hungerberg eine Signalstation der optisch-mechanischen Telegrafie auf der Linie Berlin-Köln-Koblenz errichtet. Aufgrund der technischen Fortschritte in der elektromagnetischen Telegrafie wurde die Station bereits 1849 aufgegeben. Man baute das Gebäude anschließend zu einer Kapelle um.
1843 verlor Vörden die Stadtrechte, da der Ort weniger als 2500 Einwohner hatte. Vörden wurde seitdem nach der westfälischen Landgemeindeordnung von 1841 verwaltet. 1857 und 1867 gab es im Ort große Brände. Dem Brand von 1867 fiel auch das nach dem Dreißigjährigen Krieg neu errichtete Rathaus zum Opfer.
Von jeher war die Wasserversorgung Vördens aufgrund seiner Hügellage in trockenen Jahren problematisch. Vor allem bei Bränden stand zu wenig Löschwasser zur Verfügung. Deshalb wurde 1857 ein gemauerter Wasserbehälter (Kump) auf dem Platz neben der Kirche errichtet. Das Wasser kam aus dem Quellgebiet im Hogge, zunächst durch ineinander gesteckte Tonrohre, die sich jedoch nicht bewährten und deshalb durch eiserne und auch hölzerne Rohre ersetzt wurden. 1883 verlegte man den Kump an die heutige Stelle. Er fasst rund 80 Kubikmeter. 1913 wurde dann eine zentrale Wasserversorgung mit Hausanschlüssen eingerichtet.
Nach der glanzvollen 600-Jahr-Feier der Stadterhebung 1924 bemühte sich Vörden wie auch das benachbarte Bredenborn um die Wiedererlangung der Stadtrechte. Laut Urteil des Preußischen Oberverwaltungsgerichts vom 30. Oktober 1928 durften beide Orte wieder den Stadttitel führen, jedoch erfolgte die Verwaltung weiterhin gemäß der preußischen Gemeinde-Ordnung als Titularstadt.
Vörden wurde am 1. Januar 1970 durch das Gesetz zur Neugliederung des Kreises Höxter vom 2. Dezember 1969 mit den anderen zwölf Gemeinden des Amtes Vörden zur neuen Stadt Marienmünster zusammengeschlossen.

### Wappen
| Wappen der ehemaligen Stadt Vörden (Westf.) | Blasonierung: „In Rot ein silberner (weißer) gotischer Torbogen, besteckt mit einer Lilie, vorn und hinten je zwei Kreuzen sowie je vier Knäufen, darin ein silbern (weiß) gewandeter hl. Bischof mit goldenem (gelbem) Nimbus, blauen Ornamentstreifen an der Mitra und Pallium, ein Abtstab in der Linken, die Rechte zum Schwur erhoben.“ |
| Wappen der ehemaligen Stadt Vörden (Westf.) | Wappenbegründung: Das Wappen wurde 1925 durch den Oberpräsidenten der preußischen Provinz Westfalen verliehen, wird aber bereits seit dem 18. Jahrhundert geführt. Es ist abgeleitet von einem Siegel aus dem Jahre 1690. Es zeigt die früheren Farben Rot und Silber des Hochstifts Paderborn als Zeichen der früheren Zugehörigkeit.       |

## Kirche
Von der heutigen Kirche stammt der Turmunterbau im Kern wohl noch aus der Gründungszeit um 1324. Der barocke Turmhelm wurde 1738 anstelle des ursprünglichen einfachen Satteldaches aufgesetzt. Laut steinerner Informationstafel von 1576 über dem Turmeingang wurde die Kirche in jenem Jahr renoviert. 1899–1901 errichtete man die Kirche neu unter Beibehaltung des Turms.
Die heutige Kirche ist dem heiligen Kilian geweiht. Die Informationstafel von 1576 weist aber noch die Jungfrau Maria als Patronin aus. Die Umwidmung des Patroziniums hängt möglicherweise mit der 1633 erfolgten Weihe des Hauptaltares an St. Kilian zusammen. Der Altar aus Ibbenbürener Sandstein aus dem Jahr 1612 ist eine Stiftung der Familie von Haxthausen, die auch in Welda begütert war, das eine alte Kilianskirche aufweist.
Das Kilianspatrozinium hat verschiedentlich zu Vermutungen geführt, dass in Vörden bereits um 850 im Rahmen der von Würzburg ausgehenden Missionierung eine Kirche/Kapelle gebaut worden sein könnte. Die damals errichteten Kirchen wurden vielfach St. Kilian als dem Bistumspatron Würzburgs gewidmet, so in der Umgebung in Höxter und Lügde. Dem schien zu entsprechen, dass laut Vördener Überlieferung um 1850 beim Bau des neuen Pferdestalles auf dem ursprünglichen Burggelände Gräber entdeckt wurden. Darüber liegen jedoch keine konkreteren Informationen vor.
Außer dem Hauptaltar im Stil der Spätrenaissance weist die Kirche als besondere Ausstattung einen achteckigen steinernen Taufstein aus dem Jahre 1615 auf sowie ein Kreuz, dessen überlebensgroßer gotischer Korpus aus Lindenholz aus dem 14/15. Jahrhundert stammt. Eine mit vielen Edelsteinen besetzte Monstranz aus feuervergoldetem Silber wurde 1764 in Augsburg gefertigt.

## Ortsname
Der Ortsname leitet sich vom Begriff Furt = Fahrt/Durchfahrt ab. Offenbar hatten die Brucht, deren Name auch schon auf Bruch = nasses Gelände hinweist, sowie ein Zulauf ursprünglich sumpfiges Gelände um den Hügelrücken herum verursacht. Die schmalen befestigten Passagen waren dann das herausragende namensgebende Charakteristikum des Geländes.

## Politik
Laut Hauptsatzung der Stadt Marienmünster vom 3. Februar 2005 wird in Vörden ein aus sieben Mitgliedern bestehender Ortsausschuss gebildet. Der Vorsitzende des Ortsausschusses ist derzeit Thorsten Hölting (UWG).

## Bildung
In Vörden befinden sich ein städtischer Kindergarten und eine Grundschule, die von Kindern aller Ortsteile der Stadt Marienmünster besucht wird. Hauptschule, Realschulen und Gymnasien gibt es in erreichbarer Nähe in Bad Driburg, Brakel, Höxter oder Steinheim. Die städtische Hauptschule wurde aufgrund rückgängiger Schülerzahlen mit Ablauf des Schuljahres 2012/2013 geschlossen.

## Sportanlagen und Freizeiteinrichtungen
In Vörden gibt es einen Sportplatz (Rasenplatz) mit Laufbahn, ein Freizeit-Hallenbad, eine Turnhalle, eine 18-Bahnen-Minigolfanlage, ein Wassertretbecken und verschiedene Kinderspielplätze.

## Verkehr
Die nächsten Bundesstraßen sind die B 239, die von Steinheim kommend nach Höxter das Marienmünsteraner Stadtgebiet von Münsterbrock bis Löwendorf durchquert, sowie im benachbarten Nieheim, die den Kreis Höxter von Nord nach Süd durchquerende B 252. Die nächsten Autobahn-Anschlussstellen sind Paderborn-Zentrum auf der A 33 und Warburg auf der A 44, die beide etwa 45 Kilometer von Vörden entfernt sind.
Durch den Ort verläuft der Europaradweg R1.

## Wirtschaft
Von 1977 bis 2009 befand sich in Vörden ein Vertriebsstützpunkt der Coca Cola AG.
Ortsansässige Unternehmen:
- EGGER Beschichtungswerk Marienmünster GmbH & Co. KG
- Kaiser Haus GmbH & Co. KG (Nachfolgeunternehmen der HECKER+KAISER Fertighausbau GmbH & Co)
- Heinrich Offergeld GmbH & Co. Elektrotechnik

## Söhne und Töchter
- Wilhelm Hagemann (* 1939), Medienpädagoge